# Gnathia calsi
Gnathia calsi is een pissebed uit de familie Gnathiidae. De wetenschappelijke naam van de soort is voor het eerst geldig gepubliceerd in 1993 door Mueller.